# 비상선언
《비상선언》(영어: Emergency Declaration)은 2022년에 개봉한 대한민국의 재난 액션 영화이다. 이 영화는 항공기가 비상경보를 발령하고 무조건 착륙을 요구하는 실제 항공 재난을 바탕으로 하고 있다. 2020년 8월 코로나19 범유행으로 연기된 후, 2020년 9월 12일 촬영이 재개되었다. 이 영화는 2020년 10월 24일에 촬영이 마무리되었다.
이 영화는 2021년 7월 16일 제74회 칸 영화제 비경쟁 부문에서 처음 상영되었다. 대한민국에서는 IMAX 외에 4DX와 ScreenX가 결합된 4DX 스크린으로 2022년 8월 3일 극장 개봉되었다.
260억 원의 비용으로 제작된 이 영화는 대한민국 박스오피스 1위에 올랐고 4일 만에 100만 관객을 돌파했다. 현재 이 영화는 총 857만 달러의 수익과 126만 명의 관객으로 2022년에 7번째로 가장 높은 수익을 올린 한국 영화이다.
촬영지는
1. 경기 과천경찰서
2. 경기 성남시 상대원동
3. 충남 천안시청
4. 서울 코엑스
5. 한림대학교
6. 강원대학교(춘천캠퍼스?)
7. 대구공업대
8. 삼진파크멘션
9. 경기대학교 수원캠퍼스
10. 파주 더 스테이지
11. 서울 강남구
12. 화성HK

## 줄거리
베테랑 형사 인호는 비행기 테러 영상 제보를 받고 수사에 착수하던 중, 용의자가 실제 KI501편에 탑승했음을 알게 된다. 딸 치료를 위해 비행 공포증에도 불구하고 하와이행을 결심한 재혁은 자신 주변을 맴돌며 위협적인 말을 하는 낯선 사람 때문에 불안감을 느낀다. 인천에서 출발해 하와이로 향하던 KI501편에서 원인 모를 사망 사건이 발생하면서 비행기 안과 지상 모두 혼란과 공포에 휩싸인다. 이 소식을 접한 국토교통부 장관 숙희는 대테러센터를 꾸리고, 비행기 착륙을 위한 긴급 대책 회의를 소집한다.

## 출연
- 송강호 - 구인호 역, 서울남부경찰서 강력팀장
- 이병헌 - 박재혁 역, 박수민의 아버지
- 전도연 - 김숙희 역, 국토교통부 장관
- 김남길 - 최현수 역, 스카이코리아 501편 부기장
- 임시완 - 류진석 역, 전 제약회사 미생물 관리자
- 김소진 - 김희진 역, 스카이코리아 501편 사무장
- 박해준 - 박태수 역, 청와대 국가위기관리센터 실장
- 우미화 - 혜윤 역
- 현봉식 - 박윤철 역, 서울남부경찰서 강력팀 형사
- 문숙 - 한박사 역, 스카이코리아 501편 의사승객
- 설인아 - 임태은 역, 스카이코리아 501편 승무원
- 권한솔 - 구민정 역,구인호의 딸
- 김보민 - 박수민 역, 박재혁의 딸
- 김국희 - 미량 역
- 임형국 - 원동연 역, 스카이코리아 501편 기장
- 이열음 - 박시영 역, 스카이코리아 501편 승무원
- 이상현 - 장영석, 스카이코리아 501편 기장
- 김학선 - 윤석 역,스카이코리아 501편 승객
- 남명렬 - 청와대 안보실장 역
- 정종열 - 석필호 역
- 김호정 - 보건복지부 장관 역
- 이현균 - 오성훈 역
- 이시원 - 김인선 역, 스카이코리아 501편 승무원
- 임성재 - 종수 역
- 백승익 - 국과수 팀원 역
- 최재훈 - 관제팀원 역

## 참고 사항
- 송강호와 이병헌은 영화 《좋은 놈, 나쁜 놈, 이상한 놈(김지운/2008년 개봉)》 이후로는 14년 만에, 최근작이었던 《밀정 (김지운/2016년 개봉)》으로는 6년 만에 재회했다.
- 송강호와 한재림 감독은 영화 《관상》 이후로는 14년 만에 재회했다.
- 백승익과 최재훈은 영화 《범죄도시 2》 이후로 1개월만에 재회한다.

## 수상
- 2022년 제31회 부일영화상 남우조연상 (임시완)
- 2022년 제42회 한국영화평론가협회상 영평 10선 (비상선언)
- 2022년 제9회 한국영화제작가협회상 남우조연상 (임시완)